# Viewport

Diferencia entre viewport, window (una ventana) y screen (la pantalla)

En computación gráfica y diseño web, el viewport (pronunciación en inglés: /ˈvjuːpɔː(ɹ)t/), es la zona rectangular actualmente visible de una web, aplicación, etc. Comúnmente se confunde con la ventana (window), que engloba tanto el viewport como su marco circundante. El tamaño y forma del viewport, aunque por lo general siempre es rectangular, este polígono varía según el dispositivo. En algunos programas, como AutoCAD, viewport es traducido al español como «ventana gráfica».
El viewport se expresa en las coordenadas determinadas por el dispositivo de renderizado; por ejemplo, píxeles para las coordenadas de la pantalla, en la que se van a renderizar los objetos de interés. El recorte de la ventana de coordenadas mundiales generalmente se aplica a los objetos antes de que pasen a través de la transformación de window a viewport. Para un objeto 2D, la última transformación es simplemente una combinación de traslación y escala, esta última no necesariamente uniforme. Una posible analogía de este proceso con la fotografía tradicional sería la de equiparar la ventana de recorte con la configuración de la cámara y las impresiones de varios tamaños que se pueden obtener de la película resultante como posibles viewports.
Debido a que las coordenadas basadas en dispositivos físicos pueden no ser portátiles de un dispositivo a otro, normalmente se introduce una capa de abstracción de software conocida como coordenadas de dispositivo normalizadas para expresar las ventanas gráficas; aparece por ejemplo en el Graphical Kernel System (GKS) y sistemas posteriores inspirados en él. 

## Usos

### En gráficos 3D
En gráficos 3D por computadora, se refiere al rectángulo 2D utilizado para proyectar una escena 3D, que viene determinado por la posición de la cámara virtual. Un viewport es la región útil de la pantalla para mostrar una parte del total de la imagen a mostrar.

### En el escritorio
En los escritorios virtuales, el viewport es la parte visible de un espacio 2D mayor que el dispositivo de visualización.

### En navegadores web
En los navegadores web, el viewport es la parte visible de todo un documento. Si el documento es más grande que la ventana gráfica, el usuario puede desplazarse por él mediante el scrolling.